# Two Sisters
Two Sisters (장화, 홍련?, Janghwa, HongryeonLR) è un film del 2003 scritto e diretto da Kim Ji-woon.
La trama è vagamente ispirata al popolare racconto folcloristico Janghwa Hongryeon jeon ("La storia di Janghwa e Hongryeon"), che è stato adattato diverse volte per il cinema. Come da titolo, i nomi delle sorelle protagoniste sono Janghwa (rosa) e Hongryeon (loto), mentre nel film sono stati cambiati in Soo-mi e Soo-yeon, pur mantenendo lo stesso significato.

## Trama
L'adolescente Soo-mi, in cura presso un ospedale psichiatrico in seguito alla morte della madre, fa ritorno nella casa al lago insieme alla sorella minore Soo-yeon. Oltre al padre Moo-hyeon, le due trovano ad attenderle la matrigna, Eun-joo. Il clima fra quest'ultima e le due sorelle è tesissimo: Soo-mi la tratta con malcelato disprezzo, mentre Soo-yeon ne ha paura. Quest'ultima, spaventata da quella che sembra essere una presenza estranea, va a dormire con la sorella, la quale è convinta i rumori siano opera della matrigna.
La mattina dopo aver avuto un incubo, Soo-mi trova delle fotografie in cui compare anche Eun-joo (infatti precedentemente è stata l'infermiera personale di sua madre, che era malata terminale); quando nota dei lividi sulle braccia di Soo-yeon la affronta, accusandola di averla maltrattata. Quella sera a cena sono presenti anche Sun-kyu, fratello di Moo-hyeon, e sua moglie; la presenza di Eun-joo, che racconta storie bizzarre, sembra imbarazzarli. Improvvisamente la cognata viene colta da un malore e, nel viaggio di ritorno, rivela al marito di aver notato un'inquietante presenza sotto il lavandino. Più tardi, la presenza appare anche a Eun-joo, che confida al marito che da quando le ragazze sono tornate a casa non si sente al sicuro. Moo-hyeon scopre che uno degli uccellini di Eun-joo è morto; la donna, certa che sia stata una delle sorelle a ucciderlo, entra nella camera di Soo-yeon e trova l'altro uccellino, così la rinchiude nell'armadio. Dopo averla fatta uscire, Soo-mi accusa il padre di non essersi mai opposto al comportamento di Eun-joo e, quando gli spiega che la sorella la teme, il padre la supplica di smettere e le risponde che Soo-yeon è morta.
Il mattino successivo, mentre Moo-hyeon si trova in città, Eun-joo trascina per la casa un sacco insanguinato e lo colpisce più volte con una mazza. Soo-mi nota una scia di sangue che la porta al sacco: temendo che all'interno ci sia Soo-yeon, ha un violento alterco con la matrigna, al termine del quale rimane accasciata al suolo. Il padre torna a casa un attimo prima che Eun-joo le getti addosso un busto di argilla, e a quel punto decide di raccontare alla figlia la verità facendo entrare in casa la vera Eun-joo: si scopre infatti che per tutto il tempo Soo-mi e suo padre erano soli in casa, che Soo-yeon ed Eun-joo erano semplicemente delle allucinazioni causate dal disturbo dissociativo dell'identità di Soo-mi, la quale cambiava continuamente personalità alternando sé stessa ed Eun-joo; si era immaginata la sorella minore poiché non in grado di accettarne la morte, e nei panni di Eun-joo le attribuiva comportamenti abusivi verso Soo-yeon, ma in realtà si stava ferendo da sola; il sacco insanguinato conteneva in realtà una bambola di porcellana.
Il padre e la vera Eun-joo riportano Soo-mi all'ospedale psichiatrico. Quella stessa notte, mentre Eun-joo avverte dei passi nella camera da letto di Soo-yeon e va a controllare, Soo-mi sente un misterioso fischio che capisce provenire dalla sorella, ovvero dal suo fantasma: è quella infatti l'inquietante presenza nella casa. Il fantasma di Soo-yeon striscia fuori dall'armadio e uccide Eun-joo, ottenendo finalmente la sua vendetta. Soo-mi sorride, perché sembra aver finalmente trovato la pace.
Una serie di flashback rivelano come tutto è iniziato: un giorno il padre arrivò a casa con Eun-joo (con la quale si era ormai fidanzato) mentre suo fratello Sun-kyu e la cognata erano in visita. C'era molta tensione, al punto che Soo-mi si allontanò arrabbiata e Soo-yeon corse a piangere in camera sua, venendo consolata dalla madre, e scoprendo poco dopo che quest'ultima si era impiccata all'interno dell'armadio per la disperazione; cercando di farla rinvenire, Soo-yeon fece crollare accidentalmente l'armadio su sé stessa. Benché tutti i presenti udirono il rumore, solo Eun-joo andò a controllare e, dopo un momento di esitazione, decise di tornare indietro per tirarla fuori; poco prima di farlo però incrociò Soo-mi (che la odiava e voleva allontanarsene il più possibile) così Eun-joo, irritata dalle parole che la ragazza le rivolse, le disse che se lo avesse fatto avrebbe rimpianto quel momento. Soo-mi lasciò quindi la casa ignara di quanto appena accaduto.

## Colonna sonora
1. Prologue – 1:43
2. Cold Hands – 2:00
3. Dark Corridor Ver.1 – 1:45
4. Even Near You – 1:56
5. Crying Moon Ver.1 – 0:49
6. Crying Moon Ver.2 – 0:47
7. Dark Corridor Ver.2 – 1:42
8. Crying Moon Ver.3 – 0:51
9. Chaos – 0:44
10. Dark Corridor Ver.3 – 1:51
11. Wistful Memory – 1:13
12. The Forest Knows – 2:28
13. Frozen In Time – 1:55
14. No Path Back – 1:13
15. Epilogue – 3:14
16. Lullaby – 4:03
17. Drenched Midnight – 0:55
18. Parched City – 1:37
19. Untitled – 0:59
20. No Way Out – 1:57
21. Tears – 1:05
22. I Remember You – 1:30
23. Shattered Memories – 3:50

## Distribuzione
Il film è stato distribuito in madrepatria dal 13 giugno 2003. In Italia è stato distribuito da Medusa Film il 27 agosto 2004, con l'adattamento dei dialoghi e la direzione del doppiaggio curati da Luigi Scattini per La BiBi.it.

## Accoglienza

### Critica
Il film è stato accolto favorevolmente da parte della critica cinematografica. Su Rotten Tomatoes detiene un'approvazione professionale dell'85% con un voto medio di 7,1/10 basato su 60 recensioni, mentre il consenso del pubblico è dell'83% con un punteggio di 3,99/5. Su Metacritic ha ricevuto una valutazione professionale di 65/100 basata su 19 recensioni, e dal pubblico un punteggio di 8,0/10 basato su 72 recensioni.
Kevin Thomas del Los Angeles Times ne ha apprezzato l'inquietudine e l'ambiguità, descrivendo il film come «il trionfo di un elegante e cupo horror che riesce persino a intrecciare un accordo con la tragedia shakespeariana, evocando nuovamente un senso di meraviglia per tutte le cose terribili che le persone fanno a sé stesse e l'un l'altro».

### Incassi
Il film ha incassato 1045252 $ a fronte di un budget di circa 3700000 $.

## Riconoscimenti
- 2003 - Busan International Film Festival
  - Miglior attrice emergente a Im Soo-jung
  - Miglior fotografia
  - Premio speciale della giuria
- 2003 - Blue Dragon Award
  - Miglior attrice emergente a Im Soo-jung
- 2003 - Sitges - Festival internazionale del cinema fantastico della Catalogna
  - Candidatura per il miglior film
- 2003 - Director's Cut Awards
  - Miglior attrice a Yum Jung-ah
  - Miglior attrice emergente a Im Soo-jung
- 2003 - Fantasia International Film Festival
  - Film più popolare
- 2003 - Korean Association of Film Critics Awards
  - Miglior attrice emergente a Im Soo-jung
  - Miglior fotografia
- 2003 - Screamfest Horror Film Festival
  - Miglior film
  - Miglior regista
  - Miglior fotografia
  - Miglior montaggio
  - Miglior attrice a Im Soo-jung
- 2004 - Festival internazionale del cinema di Porto[2]
  - Premio della giuria
  - Miglior film
  - Miglior regista
  - Miglior attrice a Im Soo-jung
- 2004 - Festival internazionale del cinema fantastico di Bruxelles
  - Corvo d'Argento per l'interpretazione a Kim Kap-soo
- 2004 - Festival internazionale del film fantastico di Gérardmer
  - Gran premio
  - Premio 13ª Strada
  - Gran premio della giuria giovane
- 2006 - Premio Chlotrudis
  - Candidatura per la miglior attrice a Yum Jung-ah

## Remake
Nel 2009 ne è stato tratto un remake statunitense, The Uninvited, diretto da Charles e Thomas Guard.